# Norman Gay
Norman Gay (geboren vor 1960) ist ein ehemaliger Filmeditor.

## Leben
Gay war Ende der 1960er Jahre zunächst als Schnittassistent tätig; im Jahr 1973 folgten seine ersten Produktionen als eigenständiger Filmeditor. So gehörte er zum Schnitt-Team des Horrorfilms Der Exorzist, für deren Arbeit 1974 eine Nominierung für den Oscar in der Kategorie Bester Schnitt folgte. Bis in die 1990er Jahre war Gay an etwa 20 Fernseh- wie Kinoproduktionen beteiligt.
Nach dem Jahr 1993 war er nicht mehr als Editor tätig und arbeitete für die American Federation of Television and Radio Artists, die 2012 zusammen mit der Screen Actors Guild zur SAG-AFTRA vereinigt wurde.
Gay ist verheiratet und Vater einer Tochter.

## Filmografie (Auswahl)
- 1973: Der Exorzist (The Exorcist)
- 1977: Shock Waves – Die aus der Tiefe kamen (Shock Waves)
- 1980: On the Road Again (Honeysuckle Rose)
- 1983: Obsession – Die dunkle Seite des Ruhms (Svengali)
- 1983: Flucht in den Tod (Hosszú vágta)
- 1985: Vietnam Adieu (Intimate Strangers)
- 1986: Das gebrochene Gelübde (Broken Vows)